# Colpognathus divisus
Colpognathus divisus är en stekelart som beskrevs av Thomson 1891. Colpognathus divisus ingår i släktet Colpognathus och familjen brokparasitsteklar. Arten är reproducerande i Sverige. Utöver nominatformen finns också underarten C. d. nigricornis.